# سیارک ۲۱۴۱۶
سیارک ۲۱۴۱۶ (به انگلیسی: 21416 Sisichen، نامگذاری:1998FN70) بیست و یک هزار و چهارصد و شانزدهمین سیارک کشف شده‌است که در ۲۰ مارس ۱۹۹۸ کشف شد.
قدر مطلق سیارک برابر ۱۴.۸ است.